# Catalysis Reviews
Catalysis Reviews, science and engineering is een internationaal, aan collegiale toetsing onderworpen wetenschappelijk tijdschrift over katalysatoren. De naam wordt in literatuurverwijzingen meestal afgekort tot Catal. Rev. Het wordt uitgegeven door Taylor & Francis en verschijnt 4 keer per jaar.
Het tijdschrift is opgericht in 1968 onder de naam Catalysis Reviews (ISSN 0360-2451). In 1974 is daar science and engineering aan toegevoegd.